# Як розв'язувати задачу
Як розв'язувати задачу («How to Solve It») — це невелика книга 1945 року відомого математика Дьордя Поя, в якій описано методи розв'язання задач. У цій книзі дається психологічно-педагогічний аналіз проблеми розв'язання математичної задачі і пропонується певна загальна методика розв'язання задач. Приклади, за допомогою яких автор ілюструє свій метод, наведені головним чином з області елементарної математики (лише деякі з них відносяться до початкових елементів аналітичної геометрії або диференціального обчислення). У США і в Західній Європі книга Пойа витримала вже цілий ряд видань — мовою оригіналу та в перекладі на інші мови — і знайшла собі численних прихильників. Один з них, відомий сучасний алгебраїст Б. Л. Ван-дер-Варден у своїй вступній лекції в Цюріхському університеті (B лютому 1952 г.) сказав, що «цю захоплюючу книгу повинен прочитати кожний студент, кожний вчений, а особливо кожний учитель».

## Зміст
Увесь зміст книги групується навколо таблиці питань і порад. Ця таблиця надрукована у кінці книги.
Всі питання або поради, витягнуті з цієї таблиці, друкуються курсивом; таблицю цю називають просто «таблиця» або «наша таблиця».
Книга розділена на три частини.
Перша частина має назву "У класі". Вона містить двадцять пунктів. У пунктах 1-5 розглядається в найзагальніших рисах призначення таблиці. Пункти 6-17 роз'яснюють, що таке «головні частини» і «головні питання» таблиці; у цих пунктах розглянуто перший практичний приклад, пункти 18-20 містять подальші приклади.
Друга, частина має назву "Як розв'язувати проблему". Вона написана у формі діалогу: трохи ідеалізований учитель відповідає на короткі питання трохи ідеалізованого учня.
Третя, найбільш об'ємна, частина називається «Короткий евристичний словник». Він складається з шістдесяти чотирьох статей, розташованих в алфавітному порядку.

## Чотири методи
Намагаючись знайти рішення, ми можемо багато разів змінювати свою точку зору, свій погляд на завдання. Досить імовірно, що наше уявлення про завдання в значній мірі неповне, коли ми починаємо роботу; наша точка зору стає іншою, коли зроблені деякі успіхи. Вона знову змінюється до того моменту, коли рішення майже в наших руках.
Для зручності групування питань і порад таблиці, розрізняють чотири методи у процесі розв'язання .
1. По-перше, ви повинні зрозуміти задачу.[2]
2. По-друге, ми повинні побачити, як пов'язані один з одним різні елементи завдання, як невідоме пов'язано з даними. Це необхідно, щоб отримати уявлення про рішення та скласти план.[3]
3. По-третє, ми здійснюємо наш план.
4. По-четверте, озираючись назад на отримане рішення, ми знову вивчаємо і аналізуємо його [3].

Якщо цей метод завершується невдачею, Джордж радить: «Якщо Ви не можете розв'язати задачу, знайдіть проблему яка буде легше цієї і спробуйте розв'язати її.» Або: «Якщо ви не можете розв'язати запропоновану задачу, спробуйте вирішити спочатку деякі пов'язані з нею задачі. Намагайтесь знайти найбільш близьку задачу до вашої».

### Перший метод: зрозуміти задачу
Цим принципом часто нехтують і навіть не згадують на багатьох уроках математики. Тим не менш, учні часто заходять у глухий кут, використовуючи максимум своїх зусиль, просто тому, що вони не розуміють свою задачу повністю або навіть частково. Для того, щоб виправити цю помилку, Джордж Поля вчив вчителів, як допомагати своїм студентам завдяки таким питанням: Чи можете ви розповісти про проблему своїми словами?
Ви можете придумати малюнок або схему, які допоможуть зрозуміти проблему?
Чи достатньо у вас інформації для того щоб ви могли знайти рішення?
Ти зрозумів усі слова, які були використані у постановці проблеми?
Чи потрібно вам ставити запитання, щоб ви змогли відповісти?
Вчитель давав ці запитання кожному студенту під його рівень знань і таким чином розподіляв рівні складності цих питань, щоб кожен студент працював на своєму рівні. Рухаючись вгору або вниз за цим списком, до тих пір, доки студент не знаходив для проблеми який-небудь конструктивний вихід.

#### Приклад
Візьмемо просту задачу: Знайти діагональ прямокутного паралелепіпеда, довжина, ширина і висота якого відомі.
Учні повинні бути знайомі з теоремою Піфагора і з деякими її планіметричними додатками, але попередні систематичні пізнання в стереометрії не потрібні. Тут вчитель може покластися на знайомство учнів з просторовими відносинами, що випливає з їх повсякденної практики.
Учитель може зробити завдання цікавим, конкретизуючи його. Класна кімната являє собою прямокутний паралелепіпед, довжина, ширина і висота якого могли б бути виміряні та оцінені приблизно; учні повинні знайти, «виміряти опосередковано», діагональ класної кімнати. Учитель показує довжину, ширину і висоту класу, жестом проводить уявну діагональ і оживляє далі своє креслення, зробленої на дошці, багаторазово повертаючись до розгляду класної кімнати.
Діалог між учителем і учнями може початися, наприклад, так: «Що невідомо?»
«Довжина діагоналі паралелепіпеда».
«Що дано?»
«Довжина, ширина і висота паралелепіпеда».
"Введіть відповідні позначення. Який буквою позначимо невідоме? "
«X».
"Які літери ви б обрали для довжини, ширини і висоти? "
«А, b, с».
«У чому полягає умова, що зв'язує а, b, с і x?»
«X — діагональ паралелепіпеда, довжина, ширина і висота якого рівні а, b і с».
"Чи має завдання сенс? Тобто, чи достатньо умов для визначення невідомого? "
"Так, досить. Якщо відомі а, b і с, то відомий і паралелепіпед. Якщо паралелепіпед визначено, то і його діагональ визначена ".

### Другий метод: розробити план
Часто виявляється доречним розпочати роботу з питання: чи відома вам якесь споріднене завдання?
Труднощі тут полягають в тому, що зазвичай існує занадто багато завдань, пов'язаних в тій чи іншій мірі з нашим завданням.
Як вибрати завдання або кілька завдань, які дійсно можуть бути корисними? Ось порада: розгляньте невідоме і намагайтесь згадати знайоме завдання з тим або подібним невідомим.
Джордж Пойа нагадує, що існує безліч способів розв'язання задач. Особливо важливим є навичка вибору правильної стратегії розв'язання задачі . Тут ви дуже просто знайдете потрібну вам. У неповний список стратегій входять:
- Вгадай і перевір
- Зроби впорядкований список
- Виключи деякі варіанти
- Використовуй симетрію
- Розглядай особливі випадки
- Використовуй прямі міркування
- Розв'язати рівняння

Також запропоновано:
- Відшукати закономірність
- Намалювати малюнок
- Намагатися розв'язати задачу простіше, аніж намагаєшся
- Використання наглядних моделей
- Спробуй почати з кінця
- Використовувати формули
- Бути винахідливим
- Використовувати голову

### Третій метод: виконати план
Цей крок, як правило, легше, ніж розробити план. А загалом, все, що вам потрібно, це терпіння, враховуючи, що у вас є необхідні навички. Вам потрібно дотримуватись плану, який ви обрали. Як тільки він перестає працювати викиньте його і обирайте інший. Не будьте введені в оману.

### Четвертий метод: огляд своєї роботи, аналіз розв'язання
Озираючись назад на отримане рішення, знову розглядаючи і аналізуючи результат і шлях, яким до нього прийшли, можна зробити свої знання більш глибокими і міцними і закріпити навички, необхідні для розв'язання задачі. Так, можна поставити собі запитання
Чи не можна перевірити результат?
Чи не можна перевірити хід розв'язання?
Чи не можна отримати той самий результат інакше?
Чи не можна угледіти його з одного погляду?
Чи не можна в будь-який інший завданню використовувати отриманий результат або метод рішення?

## Евристика
Книга містить словник, набір евристичних правил, багато з яких допомагають зробити проблему більш доступною. Предмет евристики тісно переплітається з іншими науками; її окремі частини можна вважати приналежними не тільки математики, а й логіці, педагогіці і навіть філософії.